# Mount Carlisle
Mount Carlisle ist ein Vulkan im Alëuten-Inselbogen in Alaska. Der Berg formt die gleichnamige Insel Carlisle Island (Aleutischer Name: Kigalĝa), die zu den Islands of Four Mountains gehört.
Obwohl der Schichtvulkan mit 1620 m nicht besonders hoch ist, bedeckt ein Gletscher einen kleinen Bereich unterhalb des westlichen Kraterrandes.

## Aktivität
Mehrere Ausbrüche wurden dokumentiert. Es ist jedoch nicht auszuschließen, dass vor allem vor längerer Zeit mehrere Eruptionen der nahe gelegenen Vulkane fälschlicherweise Mount Carlisle zugerechnet wurden. Aufgrund der Abgeschiedenheit können aus größerer Entfernung durchgeführte Beobachtungen von Aschewolken nicht sicher zugeordnet werden.